# Sol Kyung-gu
Sol Kyung-gu (en hangul, 설경구; hanja: 薛景求; RR: Seol Gyeong-gu; Seocheon, Provincia de Chungcheong del Sur, 1 de mayo de 1967) es un veterano actor de cine, televisión y teatro surcoreano.

## Biografía
Estudió teatro y cine en la Universidad de Hanyang (Hanyang University).
En 2014 comenzó a enseñar actuación en su alma mater, la Universidad de Hanyang, como profesor adjunto en la Facultad de Artes Escénicas.
En 1996 se casó con una mujer fuera del entretenimiento (la hermana menor del actor Ahn Nae-sang), la pareja tuvo una hija, 설승희. En 2002 se separaron y finalmente se divorciaron el 21 de julio de 2006.
Más tarde comenzó a salir con la actriz surcoreana Song Yoon-ah, la pareja se casó el 28 de mayo de 2009 en Bangbae-dong. El 3 de agosto de 2010 le dieron la bienvenida a su primer hijo juntos, Sol Seung-yoon.

## Carrera
Es miembro de la agencia C-JeS Entertainment (씨제스엔터테인먼트)
El 7 de enero de 2010, apareció como personaje principal de la película No Mercy, donde dio vida a Kang Min-ho, un destacado patólogo forense que está a punto de jubilarse para pasar tiempo con su hija, pero que luego de que se identifica el cuerpo de una mujer en un río local y decide aceptar un último trabajo, su vida cambia. 
El 25 de diciembre de 2012, apareció como parte del elenco principal de la película The Tower, donde interpretó a Kang Young-ki, un capitán y bombero que participa en el intento de apagar el fuego en la torre "Tower Sky".
El 2 de octubre de 2013, apareció como parte del elenco principal de la película Hope, donde dio vida a Im Dong-hoon, el padre de la pequeña Im So-won (Lee Re), quien de regreso a casa es secuestrada, atacada y violada por un hombre desconocido.
El 6 de septiembre de 2017, apareció como parte del elenco principal de la película Memoir of a Murderer, donde interpretó a Kim Byeong-soo, un asesino en serie retirado con Alzheimer que sólo mata a los que han cometido pecados.
En enero de 2021 se anunció que se había unido al elenco de la película Ghost, donde interpretará a Murayama Jyunji, un oficial de policía japonés y ex soldado que solía ser miembro de la agencia de inteligencia de Japón, pero que desde entonces ha sido degradado a vigilar las comunicaciones del gobierno colonial japonés de Corea.
En abril de 2022 se estrenó en Netflix la película de acción y espionaje Yaksha: operaciones despiadadas, protagonizada por el actor con el papel del jefe de la sucursal del Servicio Nacional de Inteligencia surcoreano en Shenyang (China), y líder de un grupo dedicado a operaciones encubiertas en el extranjero. Al año siguiente protagonizó una nueva película de acción en la misma plataforma, Boksoon debe morir.

## Filmografía

### Películas
| Año  | Título                               | Personaje                 | Notas                                                                                       | Ref.                        |
| ---- | ------------------------------------ | ------------------------- | ------------------------------------------------------------------------------------------- | --------------------------- |
| 1996 | A Petal                              | Hermano de la Joven       |                                                                                             |                             |
| 1996 | Love Story                           | Young-ho                  |                                                                                             |                             |
| 1998 | Girls' Night Out                     | Gyu-sik                   |                                                                                             |                             |
| 1999 | Phantom: The Submarine               | Número 432                |                                                                                             |                             |
| 1999 | Rainbow Trout                        | Min-soo                   |                                                                                             |                             |
| 2000 | Peppermint Candy                     | Kim Yong-ho               | Junto a Moon So-ri, Kim Yeo-jin, Jo Han-chul y Choi Deok-moon                               | [ 22 ]                      |
| 2000 | The Legend of Gingko                 | Juk                       |                                                                                             |                             |
| 2001 | I Wish I Had a Wife                  | Kim Bong-soo              |                                                                                             |                             |
| 2002 | Public Enemy                         | Det. Kang Chul-joong      |                                                                                             |                             |
| 2002 | The Bird That Stops in the Air       | Kim                       |                                                                                             |                             |
| 2002 | Oasis                                | Hong Jong-du              | Junto a Ahn Nae-sang, Moon So-ri, Ryoo Seung-wan y Son Byong-ho                             |                             |
| 2002 | Jail Breakers                        | Yoo Jae-pil               |                                                                                             |                             |
| 2003 | Silmido                              | Kang In-chan              |                                                                                             |                             |
| 2004 | Rikidōzan                            | Kim Sin-rak ("Rikidōzan") | Junto a Miki Nakatani, Masato Hagiwara, Tarō Yamamoto, Masakatsu Funaki y Park Chul-min     | [ 23 ]                      |
| 2005 | Another Public Enemy                 | Det. Kang Chul-joong      |                                                                                             |                             |
| 2006 | Lost in Love                         | Woo-jae                   | Junto a Song Yoon-ah, Lee Ki-woo, Lee Hwi-hyang y Jang Hang-sun                             | [ 22 ]                      |
| 2006 | Cruel Winter Blues                   | Shim Jae-mun              | Junto a Jo Han-sun, Na Moon-hee, Ryu Seung-ryong y Kim Tae-han                              | [ 24 ]                      |
| 2007 | Voice of a Murderer                  | Han Kyung-bae             | Junto a Kim Nam-joo, Kim Yeong-cheol, Gang Dong-won, Go Soo-hee y Kim Kwang-kyu             | [ 25 ]                      |
| 2007 | Venus and Mars                       | Kim Sang-min              | Junto a Kim Tae-hee, Seo Tae-hwa, Jeon Soo-kyung y Kang Hye-ryeon                           | [ 26 ]                      |
| 2008 | Public Enemy Returns                 | Det. Kang Chul-joong      | Junto a Kim Nam-gil, Jung Jae-young, Kang Shin-il, Lee Moon-sik y Yoo Hae-jin               | [ 27 ]                      |
| 2009 | Tidal Wave (Haeundae)                | Choi Man-sik              |                                                                                             |                             |
| 2009 | Closer to Heaven                     | Kim Jong-do               | (cameo)                                                                                     |                             |
| 2009 | A Brand New Life                     | Padre de Jin-hee          |                                                                                             |                             |
| 2010 | No Mercy                             | Kang Min-ho               | Junto a Ryoo Seung-bum, Sung Ji-ru, Han Hye-jin y Joo Sang-wook                             | [ 28 ]                      |
| 2010 | Troubleshooter                       | Kang Tae-sik              |                                                                                             |                             |
| 2010 | Camellia - "Kamome"                  | Yong-soo                  | (corto)                                                                                     |                             |
| 2012 | The Tower                            | Capitán Kang Young-ki     | Junto a Kim Sang-kyung, Son Ye-jin, Kim In-kwon, Ahn Sung-ki y Song Jae-ho                  | [ 29 ]                      |
| 2013 | Cold Eyes                            | Det. en Jefe Hwang        | Junto a Jung Woo-sung, Han Hyo-joo, Jin Kyung y Lee Jun-ho                                  |                             |
| 2013 | The Spy: Undercover Operation        | Chul-soo                  | Junto a Moon So-ri, Daniel Henney, Ko Chang-seok, Han Ye-ri y Ra Mi-ran                     | [ 30 ]                      |
| 2013 | Hope                                 | Im Dong-hoon              | Junto a Lee Re, Uhm Ji-won, Kim Hae-sook, Ra Mi-ran y Yang Jin-sung                         |                             |
| 2014 | My Dictator                          | Kim Sung-geun             | Junto a Park Hae-il, Yoon Je-moon, Lee Byung-joon y Ryu Hye-young                           | [ 31 ]                      |
| 2015 | The Long Way Home                    | Jang Nam-bok              | Junto a Yeo Jin-goo, Lee Geung-young, Jung In-gi, Kim Won-hae, Jung Suk-won y Ji Chang-wook | [ 32 ]                      |
| 2017 | Lucid Dream                          | Song Bang-seop            | Junto a Go Soo, Park Yoo-chun, Kang Hye-jung, Park In-hwan y Chun Ho-jin                    |                             |
| 2017 | The Merciless                        | Jae-ho                    | Junto a Im Si-wan, Kim Hee-won, Jeon Hye-jin, Lee Geung-young y Jang In-sub                 | [ 33 ] [ 34 ]               |
| 2017 | Memoir of a Murderer                 | Kim Byeong-soo            | Junto a Kim Nam-gil, Kim Seol-hyun, Oh Dal-su, Hwang Seok-jeong y Kim Hye-yoon              |                             |
| 2017 | Memoir of a Murderer: Another Memory | Kim Byeong-soo            | Junto a Kim Nam-gil, Kim Seol-hyun, Park Gwang-jae y Kim Joo-hun                            |                             |
| 2017 | 1987: When the Day Comes             | Kim Jeong-nam             | Junto a Kim Yoon-seok, Ha Jung-woo, Yoo Hae-jin y Kim Tae-ri - (aparición especial)         | [ 35 ]                      |
| 2019 | Idol                                 | Yoo Joong-sik             | Junto a Han Suk-kyu, Chun Woo-hee, Jo Byung-gyu, Yoo Seung-mok y Hyun Bong-shik             | [ 36 ]                      |
| 2019 | Birthday                             | Jung-il                   | Junto a Jeon Do-yeon, Kim Bo-min, Yoon Chan-young, Kim Soo-jin, Kwon So-hyun y Sung Yu-bin  | [ 37 ]                      |
| 2019 | Man of Men (Perfect Man)             | Jang-su                   |                                                                                             | [ 38 ]                      |
| 2020 | I Want to Know Your Parents          | Padre del Estudiante      | Junto a Moon So-ri, Oh Dal-su, Nam Ki-ae, Chun Woo-hee y Jung Yoo-ahn                       | [ 39 ]                      |
| 2020 | Kingmaker                            | Kim Woon-beom             | Junto a Lee Sun-kyun, Yoo Jae-myung, Jo Woo-jin y Park In-hwan                              | [ 40 ] [ 41 ]               |
| 2021 | The Book of Fish                     | Jeong Yak-jeon            | Junto a Byun Yo-han, Ryu Seung-ryong, Lee Jung-eun, Min Do-hee y Kang Ki-young              | [ 42 ] [ 43 ]               |
| 2022 | The Moon                             | -                         | Junto a D.O. y Kim Hee-ae                                                                   | [ 44 ]                      |
| 2022 | Yaksha: Ruthless Operations          | Kang-in                   | Junto a Park Jin-young, Park Hae-soo, Song Jae-rim y Lee El                                 | [ 45 ] [ 46 ]               |
| 2022 | Ghost                                | Murayama Jyunji           | Junto a Park So-dam, Lee Ha-nee, Kim Dong-hee, Seo Hyun-woo y Park Hae-soo                  | [ 47 ]                      |
| 2022 | I Want to Know Your Parents          | Padre de Estudiante       |                                                                                             |                             |
| 2022 | The Boys                             | Hwang Joon-cheol          | Junto a Yoo Jun-sang, Heo Sung-tae, Jin Kyung y Yeom Hye-ran                                | [ 48 ] [ 49 ] [ 50 ] [ 51 ] |
| 2023 | Phantom                              | Junji Murayama            |                                                                                             | [ 52 ] [ 53 ] [ 54 ]        |
| 2023 | Boksoon debe morir                   | Cha Min-gyu               |                                                                                             | [ 21 ] [ 55 ]               |
| 2023 | The Moon                             | Kim Jae-guk               |                                                                                             | [ 56 ] [ 57 ] [ 58 ]        |
| 2023 | A Normal Family                      | Jae-wan                   |                                                                                             | [ 59 ]                      |

### Series de televisión
| Año  | Título                          | Personaje     | Notas                       | Ref.          |
| ---- | ------------------------------- | ------------- | --------------------------- | ------------- |
| 1988 | Joy of Love                     | -             |                             |               |
| 1991 | Magpie Daughter-in-law          | -             |                             |               |
| 1994 | Oldest Sister                   | -             |                             |               |
| 1997 | A Bluebird Has It               | -             |                             |               |
| 1997 | White Christmas                 | -             |                             |               |
| 2001 | Prince Shōtoku (Shotoku Taishi) | Ishin         | 2 episodios                 |               |
| 2024 | La vorágine                     | Park Dong-ho  | Serie web                   | [ 60 ]        |
| 2025 | Hyper Knife                     | Choi Deok-hee | Serie web en ocho episodios | [ 61 ] [ 62 ] |

### Teatro[63]
| Año | Título        | Personaje | Notas |
| --- | ------------- | --------- | ----- |
| -   | Subway Line 1 | -         |       |
| -   | True West     | -         |       |
| -   | Love Letters  | -         |       |

### Aparición en videos musicales
| Año  | Intérprete(s) | Canción                                     | Notas |
| ---- | ------------- | ------------------------------------------- | ----- |
| 2004 | SG Wannabe    | "I Loved You to Death"                      |       |
| 2015 | Park Yoo-chun | "How Much Love Do You Have in Your Wallet?" |       |

## Donaciones
En 2017 junto a su esposa, la actriz Song Yoon-ah realizaron una donación de 50 millones de wones a través de la Cruz Roja Coreana, para ayudar a la gente de Pohang después del terremoto que sufrieron el 15 de noviembre.

## Premios y nominaciones
| Año  | Premios                                        | Categoría                        | Papel                                   | Resultado | Ref.          |
| ---- | ---------------------------------------------- | -------------------------------- | --------------------------------------- | --------- | ------------- |
| 1992 | 28th Baeksang Arts                             | Mejor actor revelación en teatro | -                                       | Ganador   |               |
| 1999 | 7th Chunsa Film Art                            | Mejor actor revelación           | Rainbow Trout                           | Nominado  |               |
| 1999 | 20th Blue Dragon Film                          | Mejor actor revelación           | Rainbow Trout                           | Nominado  |               |
| 2000 | 10th Oslo International Film Festival          | Mención especial                 | Peppermint Candy                        | Ganador   |               |
| 2000 | 36th Baeksang Arts                             | Mejor actor revelación           | Peppermint Candy                        | Ganador   |               |
| 2000 | 8th Chunsa Film Art                            | Mejor actor                      | Peppermint Candy                        | Ganador   |               |
| 2000 | 2nd International Film Festival Bratislava     | Mejor actor                      | Peppermint Candy                        | Ganador   |               |
| 2000 | 37th Grand Bell                                | Mejor actor                      | Peppermint Candy                        | Nominado  |               |
| 2000 | 37th Grand Bell                                | Mejor actor revelación           | Peppermint Candy                        | Ganador   |               |
| 2000 | 20th Korean Association of Film Critics        | Mejor actor revelación           | Peppermint Candy                        | Ganador   |               |
| 2000 | 23rd Golden Cinematography                     | Mejor actor revelación           | Peppermint Candy                        | Ganador   |               |
| 2000 | 21st Blue Dragon Film                          | Mejor actor                      | Peppermint Candy                        | Ganador   |               |
| 2000 | Cine 21                                        | Mejor actor                      | Peppermint Candy y The Legend of Gingko | Ganador   |               |
| 2002 | 38th Baeksang Arts                             | Grand Prize                      | Public Enemy                            | Ganador   |               |
| 2002 | 38th Baeksang Arts                             | Mejor actor                      | Public Enemy                            | Nominado  |               |
| 2002 | 39th Grand Bell                                | Mejor actor                      | Public Enemy                            | Ganador   |               |
| 2002 | 23rd Blue Dragon Film                          | Mejor actor                      | Public Enemy                            | Ganador   |               |
| 2002 | Cine 21                                        | Mejor actor                      | Oasis, Public Enemy y Jail Breakers     | Ganador   |               |
| 2002 | 10th Chunsa Film Art                           | Mejor actor                      | Oasis                                   | Ganador   |               |
| 2002 | 3rd Busan Film Critics                         | Mejor actor                      | Oasis                                   | Ganador   |               |
| 2002 | 22nd Korean Association of Film Critics        | Mejor actor                      | Oasis                                   | Ganador   |               |
| 2002 | 1st Korean Film                                | Mejor actor                      | Oasis                                   | Ganador   |               |
| 2002 | 5th Director's Cut                             | Mejor actor                      | Oasis                                   | Ganador   |               |
| 2003 | 29th Seattle International Film Festival       | Mejor actor                      | Oasis                                   | Ganador   |               |
| 2003 | 39th Baeksang Arts                             | Mejor actor                      | Oasis                                   | Nominado  |               |
| 2003 | 26th Golden Cinematography                     | Actor más popular                | Oasis                                   | Ganador   |               |
| 2003 | 3rd Korea World Youth Film Festival            | Actor favorito                   | Oasis                                   | Ganador   |               |
| 2004 | 40th Baeksang Arts                             | Mejor actor                      | Silmido                                 | Nominado  |               |
| 2005 | 42nd Grand Bell                                | Mejor actor                      | Rikidōzan                               | Nominado  |               |
| 2005 | 42nd Grand Bell                                | Mejor actor                      | Another Public Enemy                    | Nominado  |               |
| 2006 | 3rd Max Movie                                  | Mejor actor                      | Another Public Enemy                    | Nominado  |               |
| 2007 | 44th Grand Bell                                | Mejor actor                      | Voice of a Murderer                     | Nominado  |               |
| 2007 | 28th Blue Dragon Film                          | Mejor actor                      | Voice of a Murderer                     | Nominado  |               |
| 2007 | 6th Korean Film                                | Mejor actor                      | Cruel Winter Blues                      | Nominado  |               |
| 2007 | 15th Chunsa Film Art                           | Mejor actor                      | Cruel Winter Blues                      | Nominado  |               |
| 2008 | 16th Chunsa Film Art                           | Mejor actor                      | Public Enemy Returns                    | Nominado  |               |
| 2008 | 29th Blue Dragon Film                          | Mejor actor                      | Public Enemy Returns                    | Nominado  |               |
| 2008 | 29th Blue Dragon Film                          | Estrella popular                 | Tidal Wave                              | Ganador   |               |
| 2009 | 45th Baeksang Arts                             | Mejor actor                      | Public Enemy Returns                    | Nominado  |               |
| 2009 | 17th Korean Culture and Entertainment          | Gran Premio                      | Tidal Wave                              | Ganador   |               |
| 2009 | 46th Grand Bell                                | Mejor actor                      | Tidal Wave                              | Nominado  |               |
| 2010 | 18th Chunsa Film Art                           | Mejor actor                      | No Mercy                                | Ganador   |               |
| 2013 | 33rd Korean Association of Film Critics        | Mejor actor                      | Hope                                    | Nominado  |               |
| 2013 | 34th Blue Dragon Film                          | Mejor actor                      | Hope                                    | Ganador   |               |
| 2013 | 34th Blue Dragon Film                          | Estrella popular                 | Hope                                    | Nominado  |               |
| 2014 | 50th Baeksang Arts                             | Mejor actor                      | Hope                                    | Ganador   |               |
| 2014 | 13th New York Asian Film Festival              | Star Asia                        | -                                       | Ganador   |               |
| 2014 | 22nd Korean Culture and Entertainment          | Grand Prize                      | My Dictator                             | Ganador   |               |
| 2014 | 1st Korean Film Producers Association          | Mejor actor                      | My Dictator                             | Ganador   |               |
| 2015 | 35th Golden Cinematography                     | Mejor actor                      | My Dictator                             | Ganador   | [ 65 ]        |
| 2015 | 51st Baeksang Arts                             | Mejor actor                      | My Dictator                             | Nominado  |               |
| 2017 | Korean Film Shining Star                       | Star                             | The Merciless y Lucid Dream             | Ganador   |               |
| 2017 | 1st The Seoul                                  | Mejor actor                      | The Merciless y Memoir of a Murderer    | Nominado  | [ 66 ] [ 67 ] |
| 2017 | 54th Daejong Film                              | Mejor actor                      | The Merciless                           | Ganador   | [ 68 ] [ 69 ] |
| 2017 | 37th Korean Association of Film Critics        | Mejor actor                      | The Merciless                           | Ganador   | [ 70 ]        |
| 2017 | 38th Blue Dragon Film                          | Estrella popular                 | The Merciless                           | Ganador   |               |
| 2017 | 38th Blue Dragon Film                          | Mejor actor                      | The Merciless                           | Nominado  | [ 71 ]        |
| 2017 | Cine 21                                        | Mejor actor                      | The Merciless                           | Ganador   |               |
| 2017 | 17th Director's Cut                            | Mejor actor                      | Memoir of a Murderer                    | Ganador   |               |
| 2018 | 9th KOFRA Film                                 | Mejor actor                      | Memoir of a Murderer                    | Ganador   | [ 72 ]        |
| 2018 | 54th Baeksang Arts                             | Mejor actor                      | The Merciless                           | Nominado  |               |
| 2018 | 23rd Chunsa Film Art                           | Mejor actor                      | The Merciless                           | Nominado  |               |
| 2019 | 23rd Fantasia International Film Festival      | Mejor actor                      | Idol                                    | Ganador   |               |
| 2019 | 28th Buil Film                                 | Mejor actor                      | Birthday                                | Nominado  |               |
| 2019 | 40th Blue Dragon Film                          | Mejor actor                      | Birthday                                | Nominado  |               |
| 2020 | 56th Grand Bell                                | Mejor actor                      | Birthday                                | Nominado  |               |
| 2021 | 26th Chunsa Film Art                           | Mejor actor (cine)               | The Book of Fish                        | Nominado  |               |
| 2021 | 57th Baeksang Arts                             | Mejor actor (cine)               | The Book of Fish                        | Nominado  | [ 73 ]        |
| 2021 | 41st Annual Korean Association of Film Critics | Mejor actor                      | The Book of Fish                        | Ganador   | [ 74 ]        |
| 2021 | 41st Golden Cinema Film Festival               | Mejor actor                      | The Book of Fish                        | Ganador   | [ 75 ]        |
| 2021 | 42nd Blue Dragon Film                          | Mejor actor                      | The Book of Fish                        | Ganador   | [ 76 ]        |
| 2022 | 58th Baeksang Arts                             | Mejor actor                      | Kingmaker                               | Ganador   | [ 77 ] [ 78 ] |